# Црква Светог цара Константина и царице Јелене у Галвестону
 Црква Светог цара Константина и царице Јелене је српска православна црква која се налази у Галвестону, а припада  епархији новограчаничко-средњозападноамеричкој. Најстарија је српска православна црква у Тексасу и друга најстарија у Сједињеним Државама. Основана је 1895. године, заслугама цара Русије, Николаја II Александровича.

## Опште информације
Ова црква је најстарија српска православна црква у Тексасу и друга најстарија у Сједињеним Државама. Основана је 1895. године, заслугама цара Русије, Николаја II Александровича.
Oд срединe шездесетих година 19. века у Галвестон долазе српски исељеници, углавном из Боке, а касније и из Херцеговине и Црне Горе. Главни иницијатор и финансијер цркве био је Андрија Ђ. Ерцеговић, Србин римокатолик из Боке Которске.
Црква је посвећена Светом Константину и царици Јелени 3. јуна 1896. године.
Према изјави старешине цркве, Томаса Колијандра из јануара 2023. године,  недељом цркву обично посети око шездесет до седамдесет, а током великих празника и до двеста људи.
Ово црквено здање преживело је најсмртоноснији копнени ураган у Сједињеним Државама, који је 1900. године погодио Галвестон. У цркви су до данас сачуване иконе и јеванђеље које је цркви поклонио Николај II Александрович. Ова парохија је и почивалиште великог архимандрита Теоклита, царевог васпитача из детињства, оснивача ове парохије, а он је сахрањен испод олтара цркве.
Родом из Галвестона, митрополит средњозападноамерички Христофор из митрополије Либертивилско-Чикашке, рођен је и одрастао као члан цркве Светих Константина и Јелене. Као пунолетан и митрополит, он би се често враћао у град и председавао црквеним венчањима и крштењима.

## Историјат
Источна православна заједница је постојала у лучком граду Галвестон од 1861. године као парохија Светих Константина и Јелене. Крајем 1800-их, група Срба, Грка и Руса затражила је од Светог Синода Руске православне цркве у Санкт Петербургу и цара Русије, Николаја II Александровича дозволу за подизање цркве. Цар је одобрио подизање цркве и 1895. године је почела изградња. Зграда је завршена 1896. године и освећење је обављено на празник Светог Константина и Свете Јелене. Цар Николај II је такође лично поклонио иконе за иконостас, јеванђелску књигу и више светих сасуда.
Први свештеник одређен за нову цркву био је архимандрит Теоклит (Триантафилид). Службе су се првобитно одржавале на грчком, руском и српском језику; међутим, 1933. године грчки чланови цркве су гласали за стварање „ћерке парохије“ Св. Константина и Јелене и управљају је под Грчком православном црквом, назвавши своју нову цркву Грчком православном црквом Успења Богородице. Верници Руске православне цркве су се углавном преселили у Хјустон.
Српска православна црква Светих Константина и Јелене је била прва српска православна црква у држави и њена парохија је најстарија православна парохија у Тексасу. Црква такође има признање да је друга најстарија српска православна црква у Сједињеним Државама.

## Галерија
- црквени олтар
- плоча на цркви
- поглед на цркву